# Islands (Intergalactic Lovers)
Islands is een nummer van de Belgische rockband Intergalactic Lovers uit 2014. Het is de eerste single van hun tweede studioalbum Little Heavy Burdens.
Het tegen de poprock aanliggende indierocknummer verbleef begin 2014 een tijd in de Vlaamse Tipparade, maar wist in maart dat jaar toch door te dringen tot de Vlaamse Ultratop 50. Het bereikte daar een bescheiden 44e positie.

## Tracklijst
1. "Islands" - 3:44